# Arnac-Pompadour
 Arnac-Pompadour  (allgemein nur Pompadour genannt) ist eine französische Gemeinde mit 1206 Einwohnern (Stand 1. Januar 2022) im Département Corrèze in der Region Nouvelle-Aquitaine; sie gehört zum Arrondissement  Brive-la-Gaillarde und zum Kanton Uzerche.

## Wappen
Beschreibung: In Blau drei (2:1) silberne Zinnentürme.

## Bevölkerungsentwicklung
| Jahr      | 1962 | 1968 | 1975 | 1982 | 1990 | 1999 | 2007 | 2017 |
| Einwohner | 1272 | 1359 | 1441 | 1467 | 1444 | 1339 | 1264 | 1133 |

## Sehenswürdigkeiten
- Schloss Pompadour, als Burg um 1000 gebaut, im 15. Jahrhundert zum Schloss umgebaut
- Kirche Saint-Pierre-et-Saint-Pardoux (11. Jahrhundert)
- Hippodrom und Gestüt Pompadour

## Persönlichkeiten
- Geoffroi III. de Pompadour (1430–1514), Bischof von Angoulême, Périgueux und Le Puy-en-Velay
- Madame de Pompadour (1721–1764), Mätresse Ludwigs XV.
- Joseph Brunet (1829–1891), Politiker und Richter